# Сіонський сквер (Тбілісі)
Сіонський сквер  (груз. სიონის სკვერი) — міський парк Тбілісі, що знаходиться в Старому місті між вулицями Коте Абхазі та Сіоні й караван-сараєм царівни Текле, поблизу від Сіонського собору

## Історія
Назву сквер отримав від собору Сіоні, що знаходиться поблизу.
У сквері існував фонтан

## Пам'ятки
Пам'ятник Софіко Чіаурелі (скульптор Леван Вардосанідзе, 2009) Пам'ятник постраждав від вандалів, була вкрадена частина бронзових фігур пам'ятника

## Фестиваль квітів
У сквері і на прилеглих вулицях щорічно в кінці травня, проводиться Тбіліський фестиваль квітів.